# Louisenstraße 5 (Bad Homburg)

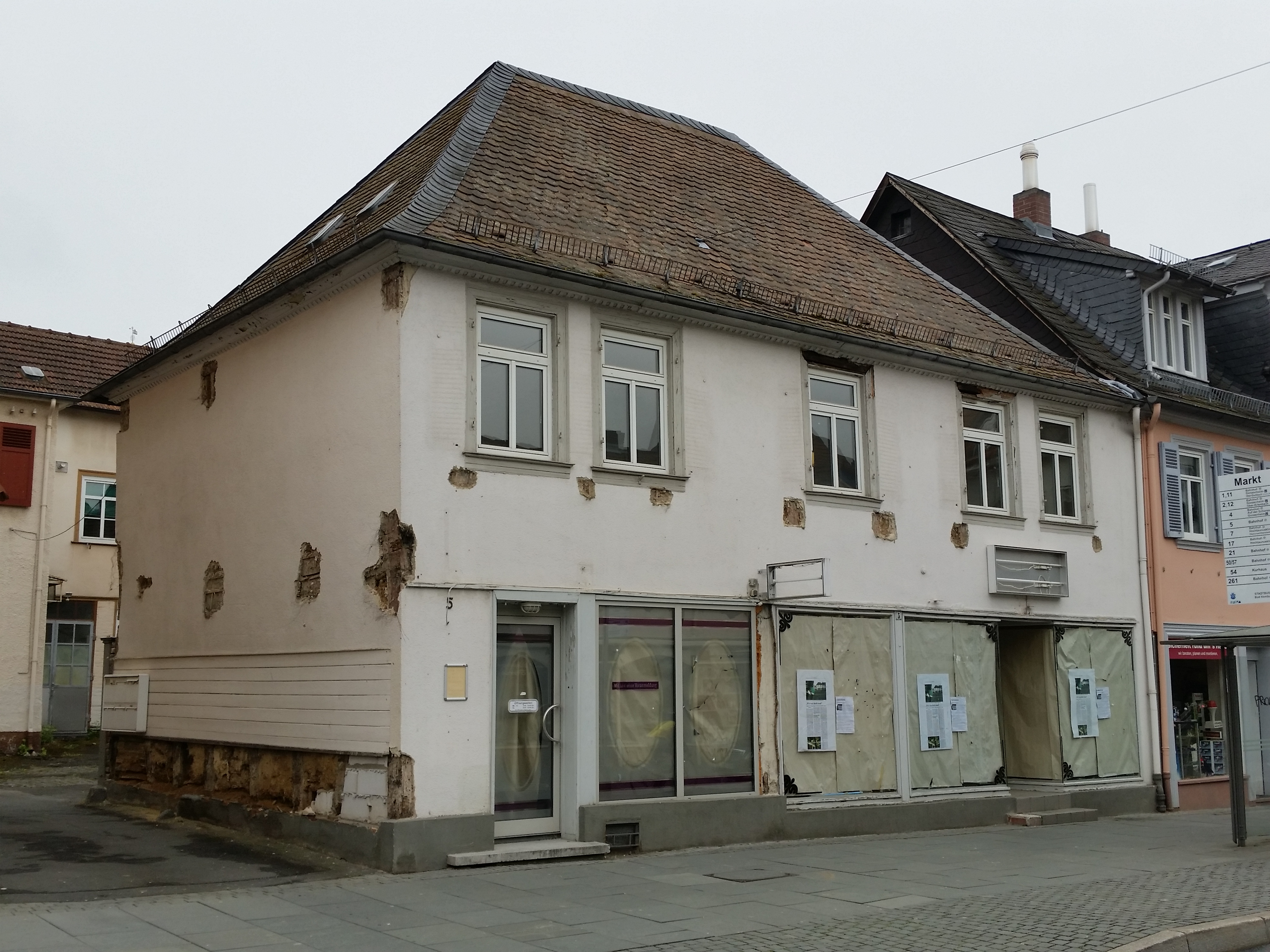
Louisenstraße 5 im Mai 2015

Das Haus Louisenstraße 5 in Bad Homburg vor der Höhe ist ein denkmalgeschütztes Haus und gehört zu den ältesten Häusern auf der Louisenstraße.

## Das Gebäude
Während die Denkmaltopographie noch davon ausging, dass das Haus der zweiten Generation von Häusern an der Louisenstraße angehört, zeigten Untersuchungen des Dachstuhls, dass das Haus aus dem Jahr 1685 stammt und damit zur ersten Generation der Häuser gehört. Es zeigt heute noch die Umrisse und Konstruktion, die damals verwendet wurden, insbesondere die typischen an beiden Seiten abgewalmten Satteldächer. Das Haus sollte ursprünglich 2013 abgerissen werden, wurde jedoch nach den neuen Erkenntnissen unter Denkmalschutz gestellt. Im Jahr 2014 hat es nach Angaben von Oberbürgermeister Michael Korwisi Gespräche zwischen dem Magistrat der Stadt und den Eigentümern gegeben. Dieser wolle das Gebäude zwar behalten, aber weder sanieren noch renovieren. So sind sogar noch die Löcher in den Außenwänden vorhanden, die zur Freilegung der Fassade für die Untersuchungen der Denkmalschützer benötigt wurden. Den Vorwurf das Gebäude durch Untätigkeit verfallen zu lassen haben die Eigentümer zurückgewiesen.

## Die Bewohner
Die ersten Bewohner sind nicht bekannt. Jedoch muss es sich um wohlhabende Personen gehandelt haben. Der erste Bewohner des rechten Nachbarhauses war der Kammerdiener und Mundschenk von Landgraf Friedrich II., der erste Bewohner des linken Nachbarhauses der kurbrandenburgische Rat Louis du Trèsnoy de Francban, der in Bad Homburg für die Manufakturen und Salinen zuständig war.
Erster bekannter Bewohner des Hauses ist der Krämer Wereng, der 1787 hier wohnte. 1804 zog der Jude Simon Nathan Gutenstein ein, nachdem der Zwang für Juden, in der Judengasse (heute: Wallstraße) zu leben, aufgehoben worden war. Nach ihm waren seine Angehörigen Ephraim und Bräunle Eigentümer. 1781 ging das Haus in den Besitz des Portiers des Kurhauses, Peter Deisel über. Nach dessen Tod 1904 lebte der Vergolder Georg Kunz im Haus.
Das Haus wurde zunehmend gewerblich genutzt. 1916 befand sich eine Buchdruckerei im Hinterhaus, 1981 bis 1993 befand sich dort die Firma "Gärtner und Hild", die Bilderrahmen anbot. Im Vorderhaus befand sich seit dem Ende des 19. Jahrhunderts Einzelhandel. Das Homburger Adressbuch weist für 1893 eine "Kurz- Weiss- und Wollwarengeschäft" der Witwe Mela aus. 1924 bis 1988 wurde das Haus durch das Feinkostgeschäft Fischbach genutzt. In den Folgejahren wechselten die Nutzer. 2013 verließen die letzten Mieter die Räume.